# Werner Triebel
Werner Triebel (* 1924 oder 1925; † 19. Mai 1999) war ein deutscher Fußballfunktionär.

## Werdegang
Triebel spielte Fußball in Benshausen, dort betätigte er sich bis 1952 auch als Vereinsfunktionär. 1960 wurde er Vorsitzender des Fußball-Bezirksfachausschusses Suhl und war später innerhalb des Deutschen Fußball-Verbandes (DFV) der dienstälteste Vorsitzende eines Bezirksfachausschusses. Ebenfalls ab 1960 gehörte Triebel dem Bezirksvorstand des Deutschen Turn- und Sportbundes (DTSB) an. Bei der BSG Motor Suhl übte er acht Jahre das Amt des Vorsitzenden der Sektion Fußball aus. Für seine Funktionärstätigkeiten wurde der beruflich als Abteilungsleiter im VEB Thüringer Möbelkombinat Suhl tätige Triebel mit dem Ehrenzeichen für Körperkultur und Sport ausgezeichnet, ihm wurden die DFV-Ehrenplakette sowie die Ehrennadeln des DFV, des DTSB und der Nationalen Front verliehen.
Nach dem Ende der Deutschen Demokratischen Republik wurde er der erste Vorsitzende in der Geschichte des neugegründeten Thüringer Fußball-Verbandes (TBV), an dessen Einrichtung er durch die Zusammenlegung der Bezirksfachausschüsse Erfurt, Gera und Suhl entscheidend mitgearbeitet hatte. Und er wurde Vorsitzender des Bezirksfußballausschusses Südthüringen, dem Nachfolgegremium des in der DDR bestehenden Bezirksfachausschusses Suhl, den Triebel bereits geführt hatte. Triebel war ebenso Vizepräsident des Nordostdeutschen Fußball-Verbandes.
Ende Januar 1994 trat Triebel von seinen Ämtern zurück. TBV-Vorsitzender war er dreieinhalb Jahre gewesen und stand insgesamt 33 Jahre an der Spitze des Bezirksfachausschusses Suhl beziehungsweise des Bezirksfußballausschusses Südthüringen. Vor seinem Rücktritt hatte die Süddeutsche Zeitung berichtet, Triebel habe der DDR-Staatssicherheit ab 1954 Informationen zukommen lassen. Triebel, der betonte niemandem geschadet zu haben, wurde anlässlich seines Rücktritts in der Frankfurter Allgemeinen Zeitung mit den Worten wiedergegeben, dass er sich nicht in der Lage sehe, „diese Anschuldigungen kurzfristig zu entkräften“. Der Deutsche Fußball-Bund hatte Triebel in Person von Präsident Egidius Braun nach einer Akten-Teileinsicht im Sommer 1993 das Vertrauen ausgesprochen.